# 2013 UQ15
2013 UQ15 est un transneptunien de la famille des cubewanos avec un diamètre d'environ 200 km de diamètre.